# Affaire Michel Zecler
Le texte peut changer fréquemment, n’est peut-être pas à jour et peut manquer de recul. 
Le titre et la description de l'acte concerné reposent sur la qualification juridique retenue lors de la rédaction de l'article et peuvent évoluer en même temps que celle-ci.
L'affaire Michel Zecler est une affaire judiciaire française née à la suite des accusations de violences policières, le 21 novembre 2020, à l'encontre du producteur de rap Michel Zecler, 41 ans. La diffusion de la vidéo de son interpellation par un groupe de policiers, via le média Loopsider, et des nombreux coups qu'il a reçus alors qu'il tentait de rentrer dans son studio d'enregistrement du 17e arrondissement de Paris, a connu un fort retentissement politique et médiatique dans le contexte de dénonciation des violences policières et de la discussion à l'Assemblée nationale de la contestée proposition de loi relative à la sécurité globale.
Quatre policiers sont suspendus le temps de l'enquête puis mis en examen le 30 novembre 2020, et deux d'entre eux sont immédiatement écroués, avant d'être libérés le 22 décembre mais placés sous contrôle judiciaire strict, les deux autres étant placés sous contrôle judiciaire simple. Les quatre policiers seront jugés.

## Biographie de Michel Zecler

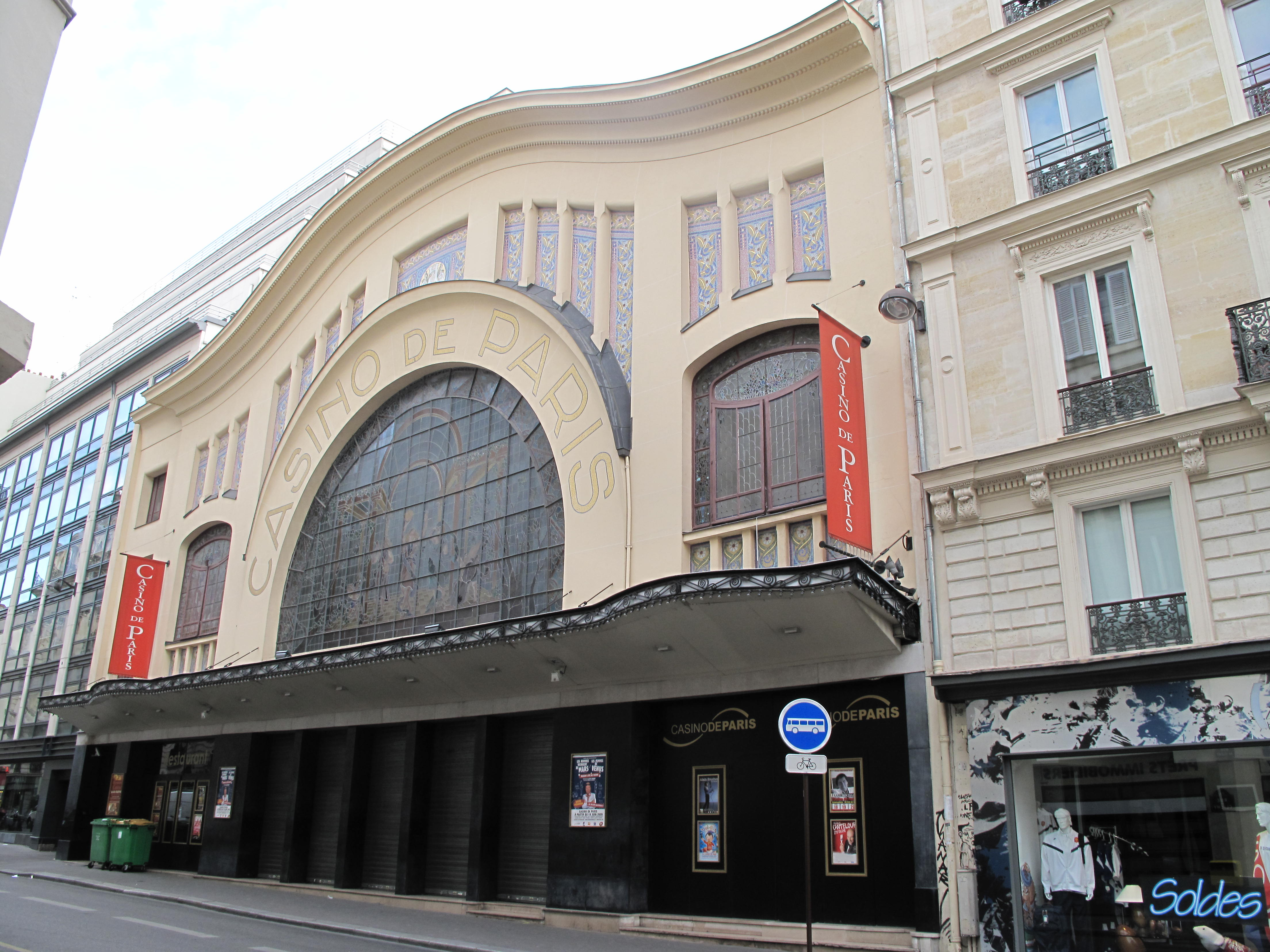
Le Casino de Paris, dans le 9e arrondissement de Paris.

Michel Zecler, né en 1978 ou 1979, passe ses premières années en Martinique, puis son enfance dans la commune de Bagneux, au sud de Paris. Il raconte avoir vécu une « jeunesse chaotique » qui l'a conduit en prison de 17 à 24 ans, pour vols à main armée. Il affirme que depuis cette histoire, qui a eu lieu il y a plus de quinze ans, il a « tout fait pour être irréprochable »,,.
À la fin des années 1990, il tente de percer comme rappeur. Fred Musa, animateur de l'émission Planète Rap, raconte : « Il m'avait dit qu'il s'était vite rendu compte que rappeur, ça n'allait pas le faire, qu'il n'était pas fait pour être devant, mais plutôt derrière, au service d'autres artistes ».
En 2006, par l'intermédiaire de la chanteuse Diam's, il rencontre Valérie Atlan, organisatrice de concerts de rap, avec qui il crée Mazava Prod, une entreprise de production d'événements musicaux,. En 2008, les deux entrepreneurs deviennent producteurs de musique, en fondant un label discographique indépendant : Black Gold Corp, spécialisé dans le rap et le hip-hop,,. Ils collaborent avec plusieurs artistes de la scène rap française tels que La Fouine,. En 2016, ils produisent la tournée nationale L'âge d'or du rap français, qui réunit plusieurs vedettes du hip-hop français des années 1990-2000, comme Akhenaton, Assassin, Ménélik, Ministère A.M.E.R., Nèg' Marrons, Oxmo Puccino, Passi, Sages Poètes de la rue, Stomy Bugsy,,. Selon le journaliste Olivier Cachin, Michel Zecler « est très respecté dans le milieu du business rap ».
Dans un livre, Rester debout (Plon, 2021), Michel Zecler raconte l’onde de choc et le chaos intérieur qui a suivi après la violence dont il a été victime.

## Contexte
L'affaire Michel Zecler a lieu durant le deuxième confinement pour endiguer la pandémie de Covid-19 et en plein déroulement de la discussion relative à l'Assemblée nationale de la proposition de loi relative à la sécurité globale qui porte sur le renforcement des pouvoirs de la police municipale, l'accès aux images des caméras-piéton, la captation d'images par les drones et la diffusion de l'image des policiers. Celle-ci entraîne des polémiques au niveau politique et des contestations avec plusieurs manifestations qui se déroulent le 21 novembre dans une vingtaine de villes, dont Paris,.

## Résumé des faits
Le soir 21 novembre 2020 vers 19 h 40, durant le deuxième confinement sanitaire survenu en France, Michel Zecler regagne à pied son studio d'enregistrement situé dans le 17e arrondissement de Paris. À ce moment-là, deux agents de la police nationale l'interpellent pour défaut de port de masque dans la rue.
Un brigadier et deux gardiens de la paix pénètrent dans son studio d'enregistrement, en considérant qu'ils font face à une attitude de rébellion de la part du producteur — selon le compte-rendu qu'ils rédigent après cette intervention. Ce rapport est pourtant fortement mis en cause par les images vidéo diffusées sur le web puis sur les différentes chaînes de télévision françaises,.
Michel Zecler est roué de coups de pied, de poing et de matraque pendant six minutes, et souffre d'une « déchirure d’un tendon au bras, une blessure à la tête et des hématomes sur son visage et son corps ». La violence physique est accompagnée par des propos racistes. Il accuse les policiers de l'avoir insulté en le traitant de « sale nègre » lorsqu'ils l'ont frappé ; eux nient toute injure raciste,.
Michel Zecler est dans un premier temps placé en garde à vue pour « violences sur personne dépositaire de l’autorité publique » et « rébellion », pendant deux jours, mais l’enquête est classée sans suite après la consultation par les autorités judiciaires de la vidéo qui contredit la version des policiers,. D'autres vidéos démontrent que les policiers et leurs renforts font un usage disproportionné de la force en distribuant de nombreux coups au producteur, qui résiste sans violence et appelle à l’aide. Michel Zecler, comme la totalité de ses soutiens et de nombreux observateurs, sont convaincus qu’il serait en prison sans la caméra de vidéosurveillance,.
Neuf autres artistes présents dans le studio sont également témoins et victimes de l'attaque. Quatre d'entre eux déposent plainte contre les forces de l'ordre pour violences sans constitution de partie civile (et donc sans avocat), pour ne pas prendre le risque de représailles. Ils sont amenés au commissariat du XVIIe, puis relâchés. Au moins trois d'entre eux reçoivent à leur domicile une amende localisée dans une rue voisine pour non-port du masque, mais horodatée à un moment où ils étaient dans le commissariat, démontrant ainsi soit une erreur grossière, soit le caractère mensonger des accusations.

## Réaction

### Gouvernement

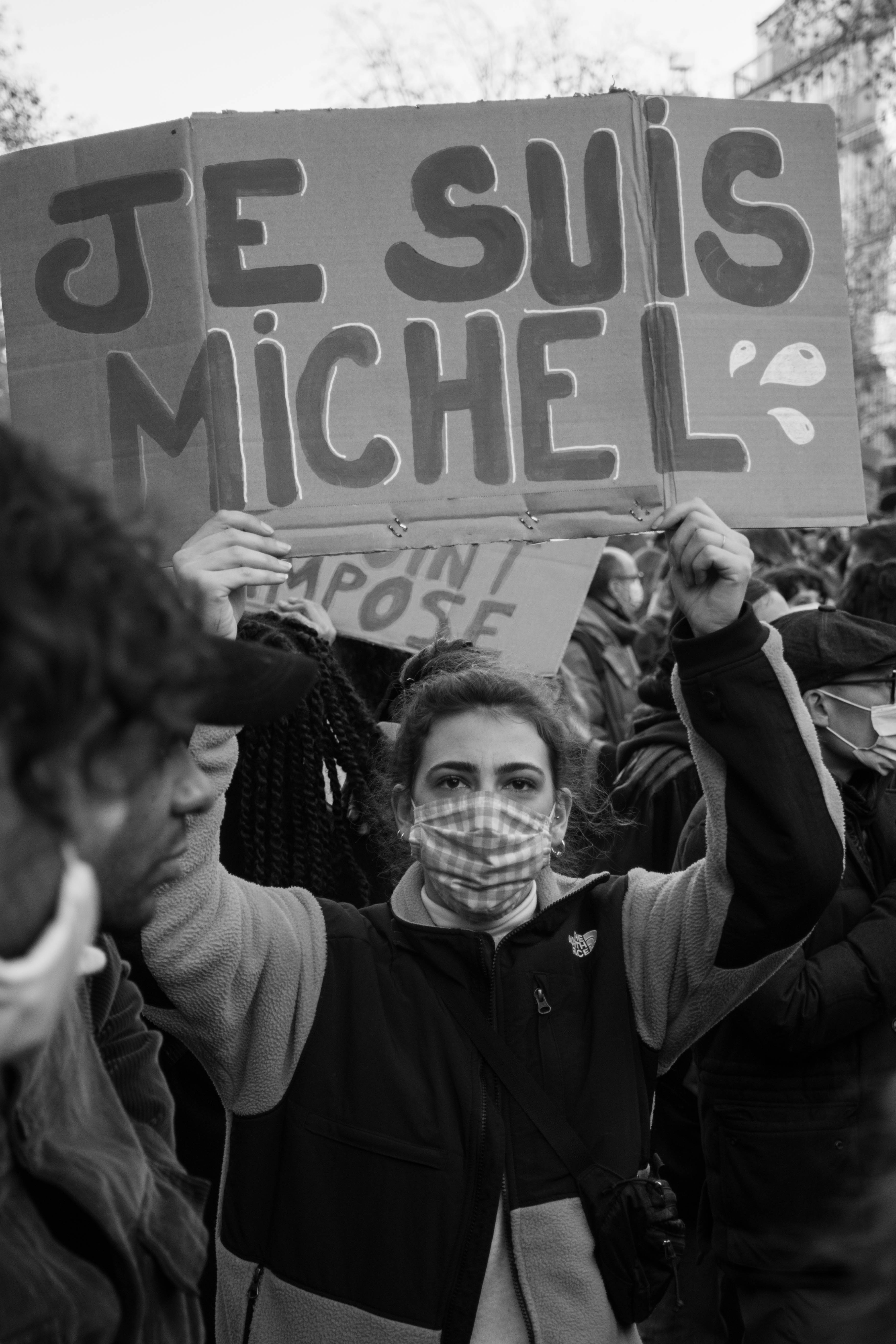
Une personne manifeste son soutien à Michel Zecler durant la « marche des libertés » du 28 novembre 2020 à Paris.

Des proches du président de la République Emmanuel Macron confient à plusieurs médias que celui-ci est très choqué par les images et qu'il a demandé, lors d'un entretien téléphonique, à Gérald Darmanin, ministre de l'Intérieur, des « sanctions très claires ». Le ministre réagit aussi à cette affaire en déclarant notamment à la télévision : « Ces images sont inqualifiables, elles sont extrêmement choquantes ». Il annonce dès lors avoir saisi l'Inspection générale de la Police nationale, en ajoutant : « Dès que les faits seront établis par la justice […] je demanderai la révocation de ces policiers, ils ont sali l'uniforme de la République. » Le directeur général de la police nationale, Frédéric Veaux, dénonce « des comportements de délinquants ».

### Presse française
Le terme de « passage à tabac » est, à de nombreuses reprises, évoqué par la presse française,,.

### Presse étrangère
La presse étrangère s'indigne ; plusieurs quotidiens estiment que l'affaire fragilise le gouvernement. Selon le New York Times, « M. Zecler […] a été propulsé au cœur d’un tollé national qui a forcé le gouvernement d’Emmanuel Macron et sa majorité à retirer et réécrire [l'article 24] de la proposition de loi “relative à la sécurité globale” qui aurait restreint la possibilité de diffuser des vidéos de policiers ».
Michel Zecler est un homme habituellement discret et il craint de faire l’objet d’une récupération politique, ou d'amalgames. Il déclare par ailleurs : « Je fais du sport de combat et m'entraîne souvent avec des policiers, j'ai des amis qui le sont aussi. J'ai reçu des messages de policiers qui m'ont remercié de ne pas tout mélanger ».
L'affaire a provoqué le Beauvau de la sécurité organisé par le gouvernement, avec les syndicats de police : une consultation de sept mois sur des thèmes tels que la formation, l’encadrement, la captation vidéo,.

## Suites judiciaires
Le procureur de la République de Paris, Rémy Heitz, souhaite que l'Inspection générale de la Police nationale (IGPN), saisie du dossier, enquête le plus rapidement possible et déclare notamment : « c'est une affaire extrêmement importante à mes yeux et que je suis personnellement depuis samedi ».
Michel Zecler reçoit six jours d'incapacité temporaire de travail à la suite de ses blessures. Le 27 novembre dans l'après-midi, il porte plainte auprès de l'IGPN, accompagné de Hafida el-Ali, qui se présente comme son avocate,. Celle-ci a pourtant été radiée des barreaux de Paris et de Nanterre, et fait l’objet d’une interdiction temporaire d’exercer la profession d'avocat pendant 18 mois à partir du 17 novembre 2020. Il n'est donc pas possible qu'elle soit son avocate.
Il est considéré en décembre par son chirurgien et Hafida el-Ali que son incapacité temporaire de travail devrait être réévaluée fortement à la hausse,. Dans une interview à Mediapart publiée le 20 janvier 2021, Michel Zecler déclare qu'il est encore dans l'incapacité de travailler en raison de ses blessures.
Quatre policiers font l’objet d’une enquête pour « violences » et « faux en écriture publique » à partir du 24 novembre. Ils sont suspendus de leurs fonctions le 26 novembre et placés en garde à vue le 27 novembre dans les locaux de l’IGPN. À l'issue des 48 heures de garde à vue, le procureur de Paris réclame leur mise en examen, la détention provisoire pour trois d'entre eux, la mise sous contrôle judiciaire du quatrième (qui avait lancé la grenade lacrymogène dans le studio d'enregistrement) et il confie l'affaire à un juge d'instruction.
Les quatre policiers sont mis en examen. Deux d'entre eux sont écroués le 30 novembre 2020, puis libérés le 22 décembre 2020 « sous un contrôle judiciaire qui prévoit une interdiction d’entrer en relation avec la victime et les autres mis en examen, de paraître dans le 17e arrondissement de Paris, d’exercer la profession de fonctionnaire de police et de détenir une arme ». Les deux autres sont placés sous contrôle judiciaire. Le policier qui aurait jeté la grenade lacrymogène dans le studio d'enregistrement est mis en examen pour des « violences volontaires » par personne dépositaire de l'autorité publique sur Michel Zecler et les neuf artistes qui se trouvaient dans le studio de musique.
En janvier 2025, le parquet de Paris requiert un procès pour trois des policiers devant la cour criminelle départementale. Tous trois sont accusés de « faux en écriture publique par personne dépositaire de l’autorité publique ». Deux d'entre eux sont également accusés de « violences aggravées », dont un seul, celui qui est soupçonné d'avoir insulté Michel Zecler, pour violences aggravées car « accompagnées ou suivies de propos à caractère raciste ». Pour le quatrième policier, le parquet requiert un procès devant le tribunal correctionnel pour l'utilisation de la grenade lacrymogène. C'est au juge d'instruction de décider s'il suit le parquet.
Le 27 juin 2025, les juges d’instruction ordonnent le procès des quatre policiers, trois d'entre eux pour faux en écriture publique par personne dépositaire de l’autorité publique et violences volontaires sur Michel Zecler avec incapacité totale de travail supérieure de quarante-cinq jours, par PDAP, en réunion et avec arme, et un quatrième pour des violences avec arme. Le mobile raciste n'est pas retenu, contre l'avis du ministère public.